# Patraix

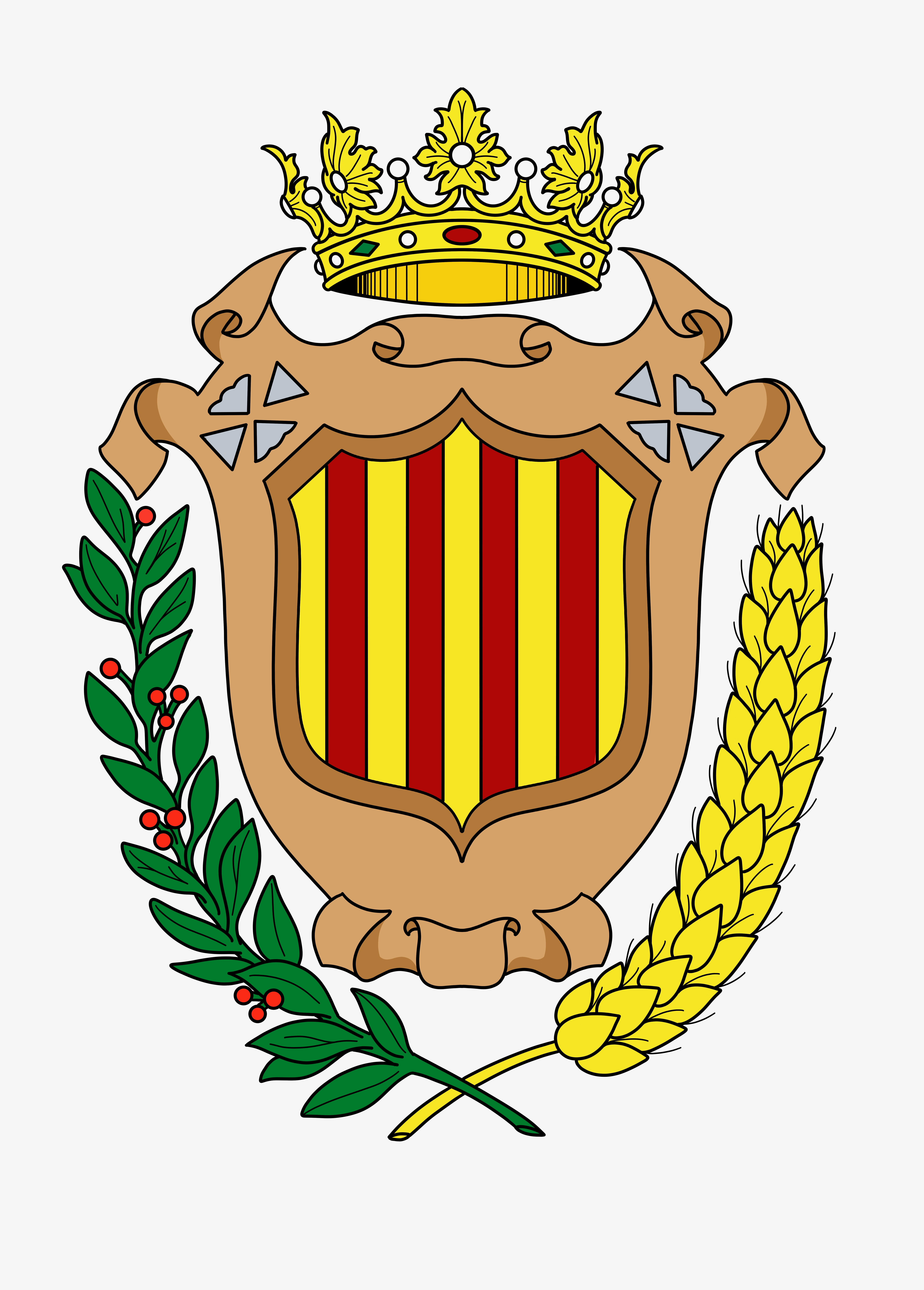
Interpretación del antiguo escudo municipal de Patraix. Concepción artística realizada por Óscar Hernández Suárez.

Patraix es un barrio de la ciudad de Valencia (España), perteneciente al distrito de Patraix. Está situado al suroeste de la ciudad y limita al norte con Nou Moles, al este con Arrancapins, al sur con La Raiosa y Safranar y al oeste con Vara de Quart.
Fue un municipio independiente hasta 1870 en que se anexionó al término de Valencia. La población del distrito en 2023 era de 58 333 habitantes. El barrio de Patraix cuenta con una cifra cercana a los 24 000 habitantes.

## Toponimia
El topónimo Patraix es una castellanización del término "Petraher", ya que es una adaptación del nombre árabe hecha por los escribanos de Jaime I. Los andalusíes le debían llamar "Batrayr", pero al ser esta una adaptación del topónimo latín original de época romana, el nombre del barrio sería "Petrarios". A lo largo de la historia, el nombre de Petrarios ha ido transformándose en secuencia toponímica hasta encontrar el resultado final de Patraix.

## Historia

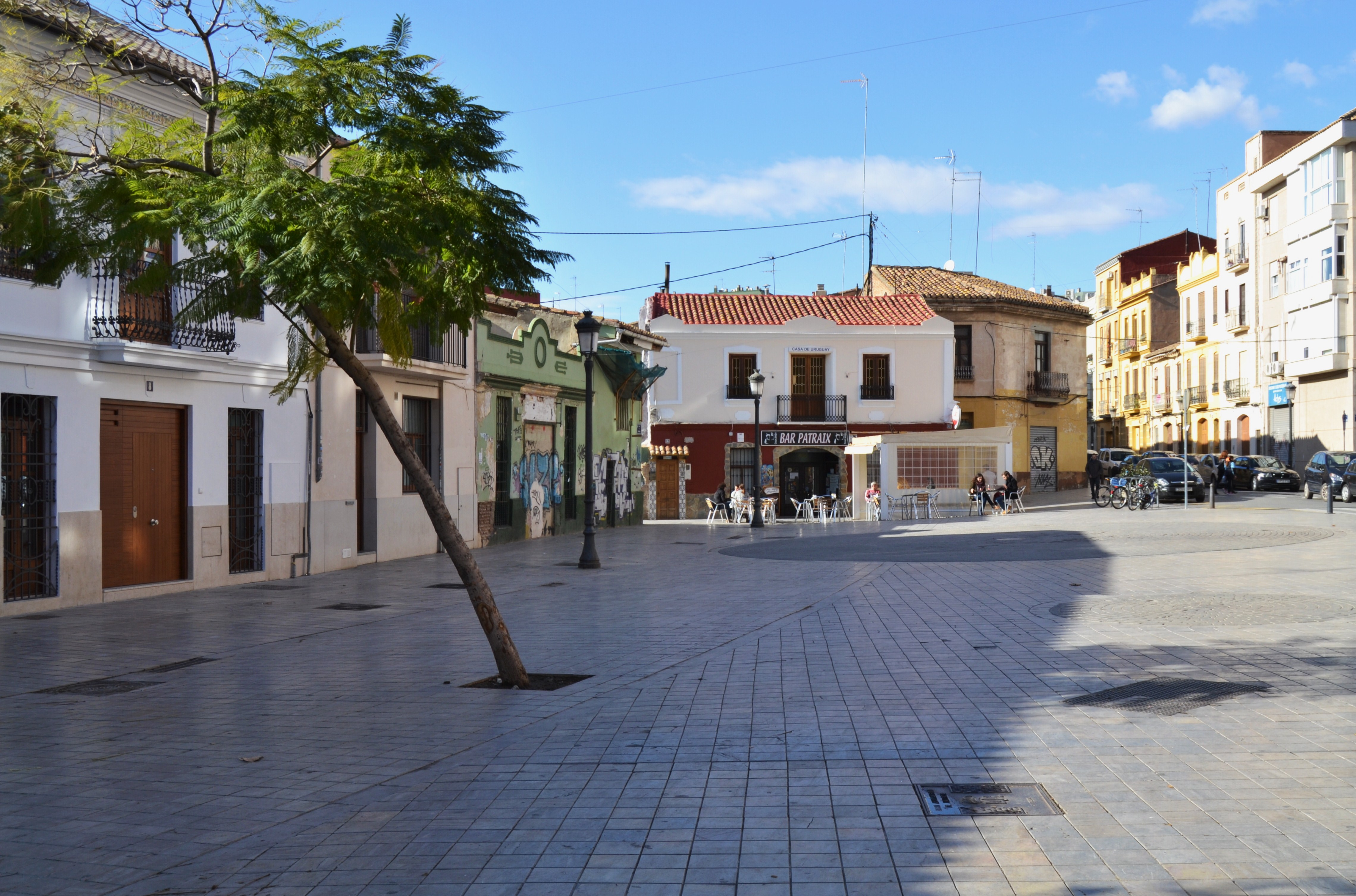
La plaza de Patraix, el centro histórico del barrio.

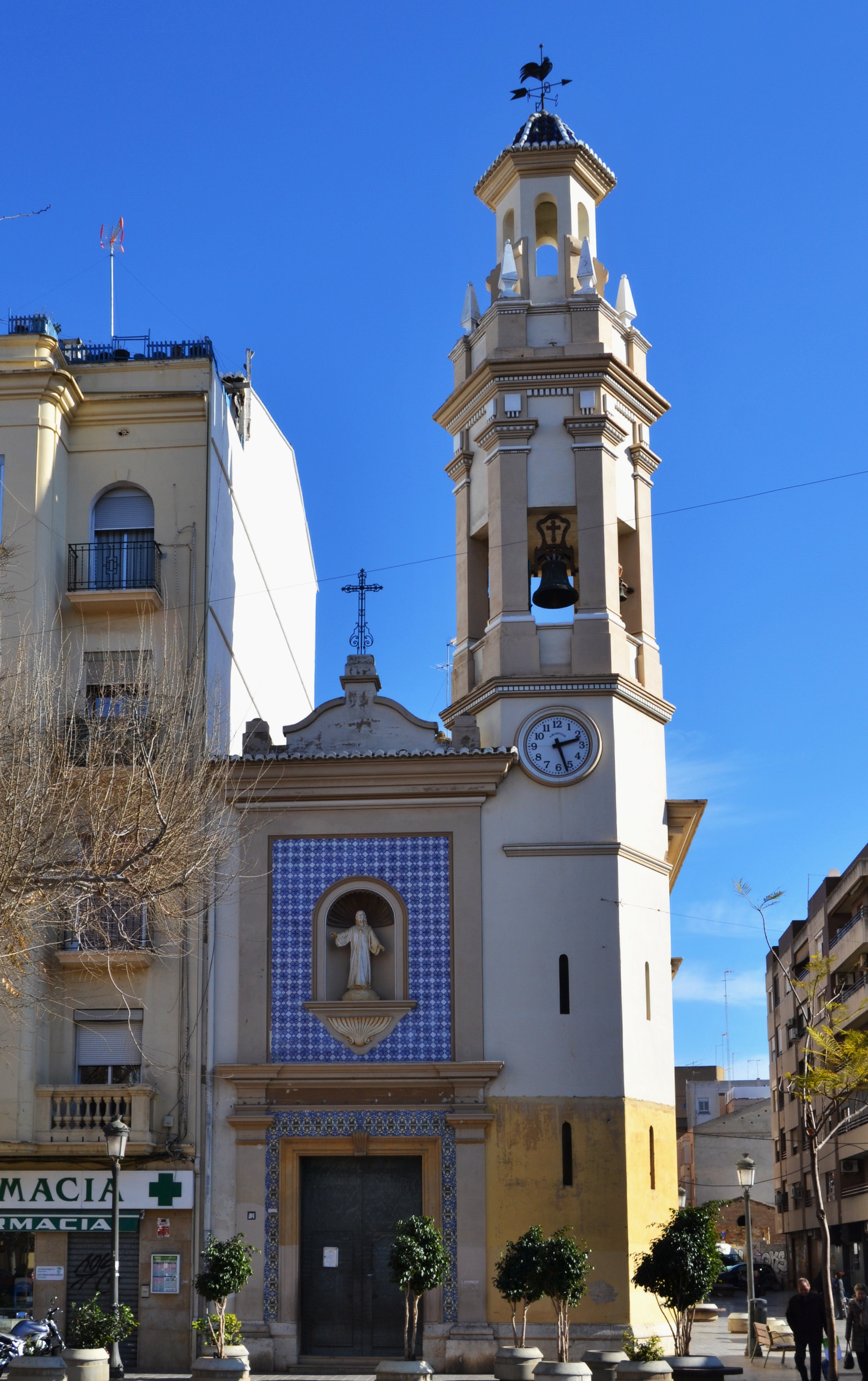
La histórica iglesia del Sagrado Corazón de Jesús en el centro del barrio de Patraix.

Los primeros vestigios en la zona de Patraix datan de la época árabe, habiéndose hallado varias lápidas con inscripciones de aquella época, Patraix, de hecho, fue una alquería musulmana formada por casas ubicadas cerca de la acequia de Favara donde la agricultura era la principal dedicación de sus habitantes. Después existió una alquería andalusí, que aparece en el Llibre del Repartiment con el nombre de Petraher. Jaime I la donó a su escribano, pasando después a la familia Escrivá y Fenollar. En 1567 fue confiscada por la Corona y vendida a los marqueses de Elche, los cuales vendieron su señorío en 1769 al primer marqués de Cruïlles, cuyos descendientes obtuvieron el título de barones de Patraix.
Durante el reinado de Carlos III el término de Valencia se dividió en cuatro quarters, regidos por alcaldes propios. Patraix fue uno de ellos, llegando a ser incluso cabeza de partido judicial. Pascual Madoz daba en 1849 la siguiente descripción:

Lugar con ayuntamiento de la provincia [...] de Valencia (10 minutos). Sit. en terreno llano al SO. de la misma ciudad, le baten generalmente los vientos del E. y O.; su clima es templado y saludable. Tiene 61 casas, cárcel pequeña, 2 antiguos palacios casi arruinados; escuela de niños a la que concurren 30 [...]; iglesia parroquial dedicada a San Nicolás de Bari, aneja de la de los Stos. Juanes de la ciudad de Valencia. Carece de territorio propio, pues el terreno que le circunda corresponde al de aquella ciudad : su jurisdicción municipal solo se extiende al caserío. Los caminos que parten del pueblo son locales y dirigen á los pueblos limitrofes. [...] Población: 100 vecinos, 476 almas.
Diccionario de Madoz

El nuevo marco legal y las transformaciones socioeconómicas que se estaban gestando en la ciudad de Valencia desde la segunda mitad de la centuria, invirtieron la tendencia segregacionista, como ejemplifica el Real Decreto de 21 de octubre de 1866 por el que se pretendían suprimir los municipios con una población inferior a los 1000 habitantes. Con el derribo de murallas en 1865 y los planes de ensanche de 1864 y 1876 la burguesía, propietaria de más de las tres cuartas partes de la tierra de los municipios, se anexionó estas poblaciones, alegando proximidad, falta de recursos económicos y baja población (recursos humanos), entre otros motivos. [cita requerida]

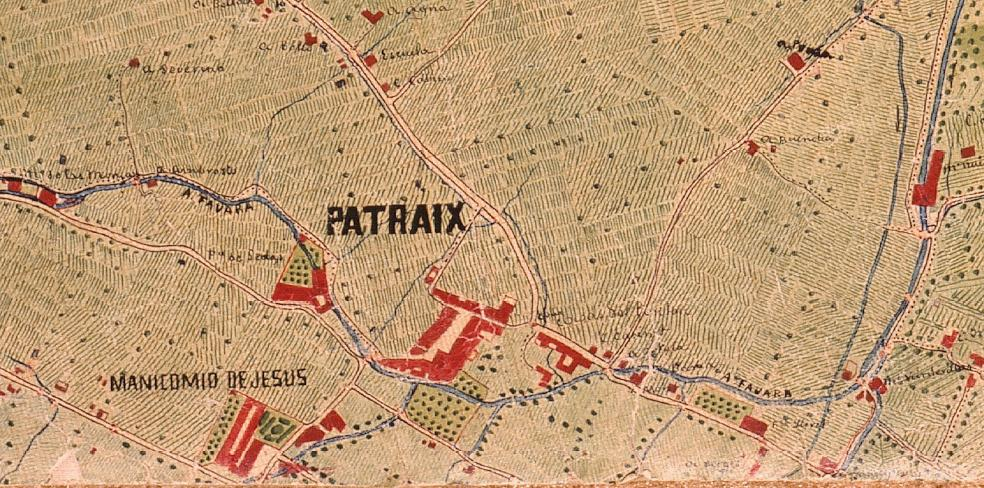
Patraix en 1883.

Así pues, en 1870 Patraix fue uno de los primeros municipios en ser anexionados por Valencia, cuando se convirtió en Ayuntamiento, proceso que duró hasta la década de 1890 y aumentó considerablemente el término municipal de la ciudad, gracias a las Leyes Municipales de 1870 y 1877, que sentaban las bases a favor de la anexión de los núcleos próximos a las grandes ciudades en fase de expansión.
Actualmente Patraix es un barrio plenamente integrado en el entramado urbano de la ciudad de Valencia.

### La acequia de Favara
La acequia de Favara es una acequia que forma parte del sistema de regadío que abastecía los campos de la huerta de Valencia. Se sabe que esta acequia ya abastecía a la ciudad en el siglo XI. Más tarde Jaume I la donó al pueblo para la gestión propia.
Empieza en Quart de Poblet, llega por el suroeste y se extiende pasando por Patraix y llegando al noroeste. Para la gente de Patraix, esta acequia fue muy importante, ya que era el lugar de trabajo o el lugar de ocio de muchos de sus habitantes. Los más mayores tomaban allí sus baños y acudían en su tiempo de ocio.
Ha ido desapareciendo a causa de las nuevas edificaciones. A medida de que se construía y se reformaba la zona, se han eliminado los campos que regaba y, por lo tanto, se canalizó para permitir que se hiciese la nueva trama urbana.

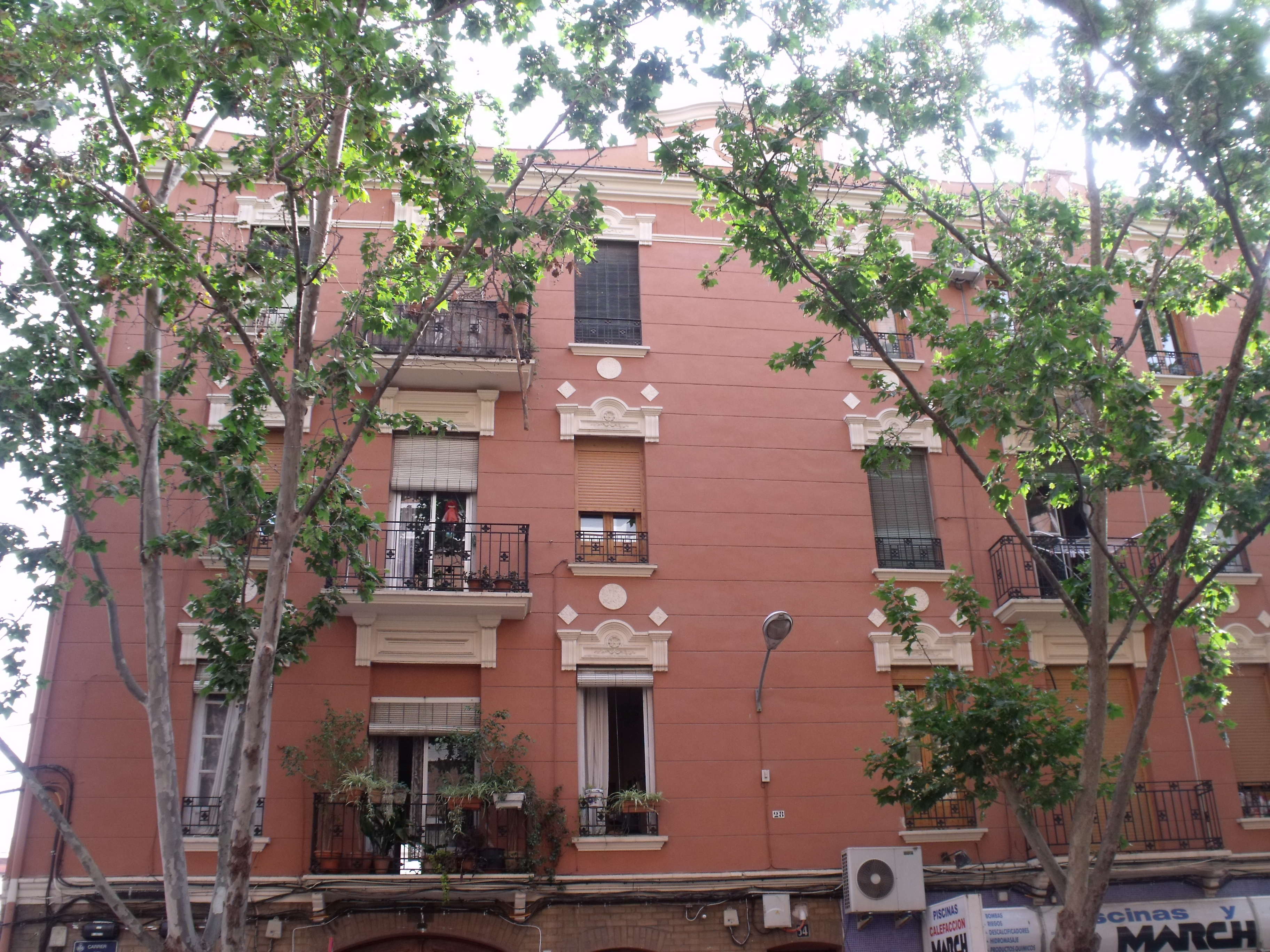
Calles arboladas del barrio de Patraix.

## Demografía
| Gráfica de evolución demográfica de Patraix entre 1842 y 1860 |
| |
| Población de derecho según los censos de población del INE Población de hecho según los censos de población del INEEn 1877 este municipio desaparece porque se integra en el municipio Valencia |

El 1 de enero de 2023, el distrito de Patraix (formado por Patraix, San Isidro, Vara de Quart, Safranar y Favara) tenía una población de 58 333 habitantes registrados el último año, divididos en 27.515 hombres y 30.818 mujeres. Siete mil habitantes más que tres décadas atrás, en 1991. La mayor parte de la población (4845) se sitúa en la franja entre 55 y 59 años. La mayoría de los habitantes del barrio (32.222) son nacidos en Valencia. No obstante, en los últimos años se ha incrementado la población proveniente del extranjero, copando un 17 % del total.
La mayoría de los ciudadanos de Patraix tienen estudios y están graduados en secundaria, bachillerato, formación profesional o sus respectivos equivalentes.
21 habitantes son analfabetos, de los cuales 18 son mujeres y 3 hombres.

### Comunicaciones

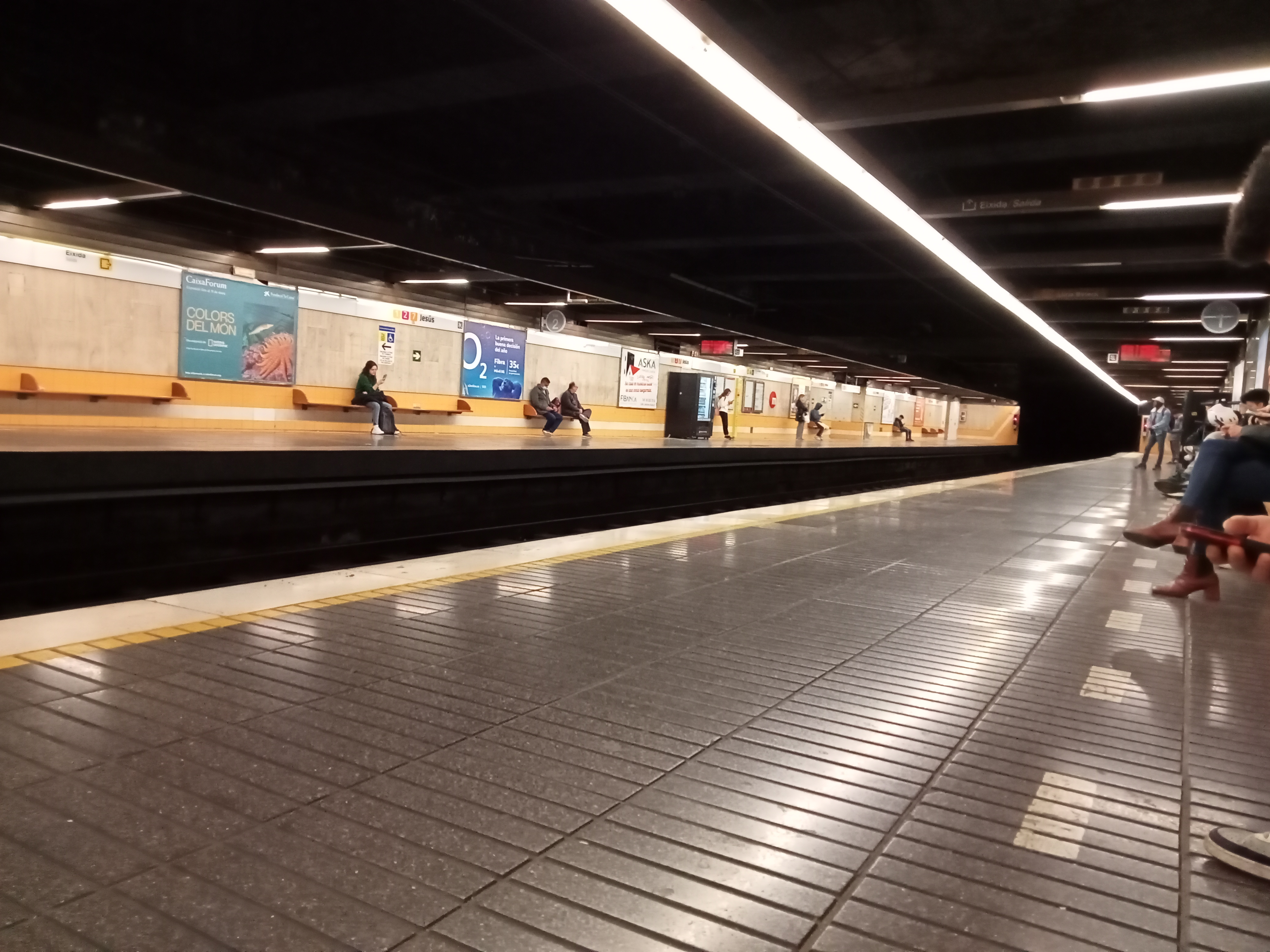
La estación de metro de Jesús que dispone de servicio de las líneas 1, 2 y 7 de metro.

El barrio de Patraix está muy bien conectado con el centro de la ciudad y con el transporte público, ya sea autobús o metro.
Está bien comunicado con el centro de la ciudad, ya que se sitúa a 20 minutos andando de la Estación del Norte y a 25 minutos de la Plaza del Ayuntamiento (datos aproximados).

## Turismo

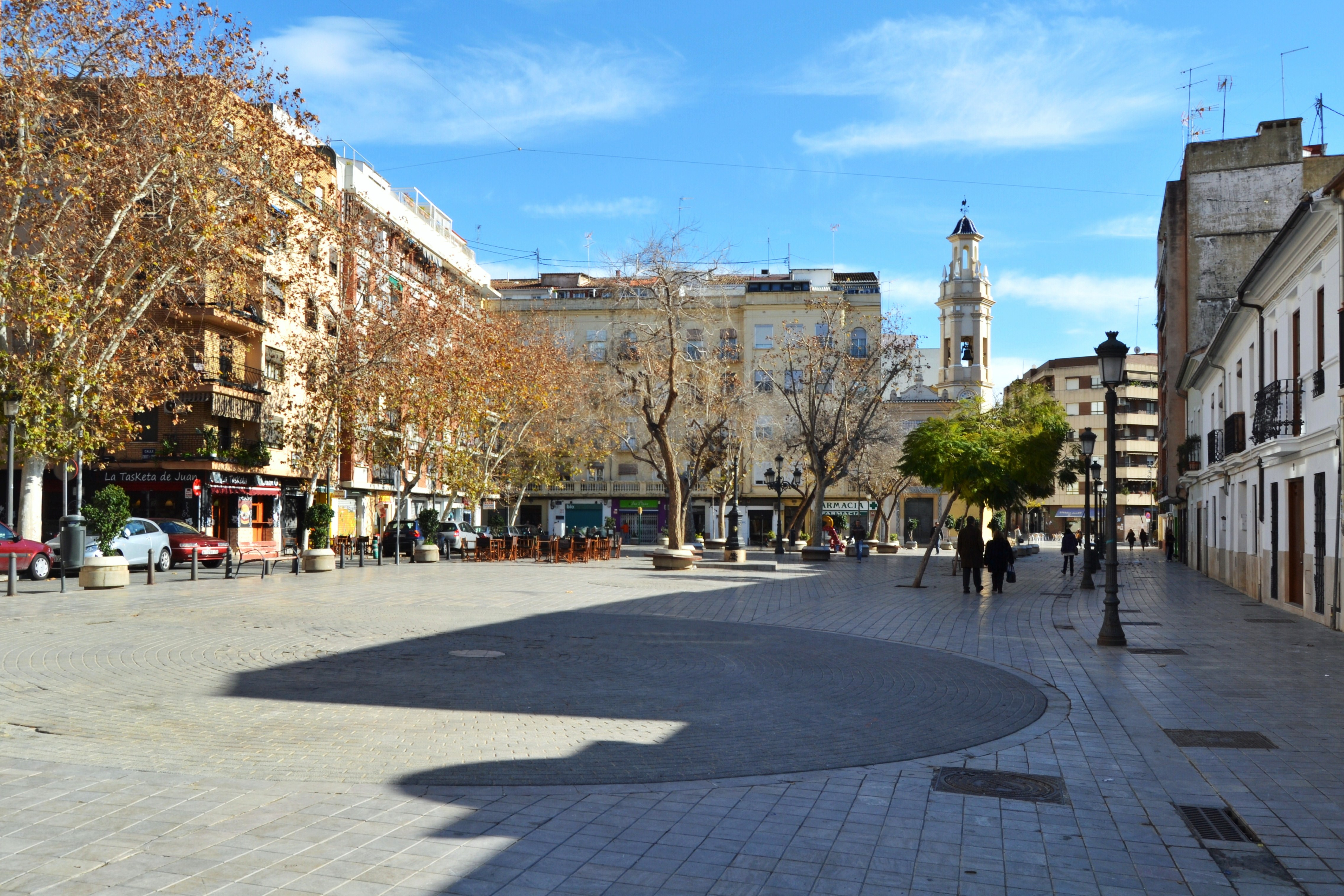
Vista de la plaza de Patraix con la iglesia del Sagrado Corazón de Jesús al fondo.

Itinerarios turísticos de Patraix. Proyecto de Rafael Temes Cordovez, UPV

Para conocer el pasado obrero e industrial del barrio de Patraix, los turistas pueden hacer dos itinerarios, que se pueden ver en la imagen.
En el Itinerario 1 se puede observar cómo se ubicó la vivienda obrera. En esta zona, los costos eran menores y se pusieron fuera de los ensanches. Con esto se explica también la aparición de las primeras políticas de vivienda obrera con las leyes de Casas Baratas, viéndose durante la ruta este tipo de casas construidas en la ciudad de Valencia.
En el Itinerario 2 se puede observar también el desplazamiento del centro a la periferia, por lo que se narra la primera industria que dio la revolución industrial en Valencia. Se ve la disposición de estas viviendas alrededor de los caminos de acceso y de las acequias que suministraban el agua, también la arquitectura que se utilizaba para dichas casas.
Estas dos rutas turísticas están planteadas alrededor de dos zonas.
El desarrollo del itinerario consiste en seguir la dirección norte siguiendo el antiguo camino de Mislata. Comienza en la plaza principal del mismo barrio y termina en la avenida del Cid, con el fin de visitar seis grupos de viviendas, de los cuales se puede visitar íntegramente dos de ellos (de otros dos únicamente es posible visitar algunos vestigios, y de los dos restantes, solo su ubicación).
Respecto al segundo itinerario, se emplea fundamentalmente el Camino Viejo del cementerio y la acequia de Favara, que tiene la dirección suroeste como eje principal del recorrido. Este recorrido permite conocer la ubicación de seis industrias. Entre todas ellas, destacan la Granja Experimental y la Batifora. El recorrido termina en la antigua chimenea de la Serrería de Franco Tormo.
Las fiestas populares de Patraix tienen lugar la primera semana de octubre. Estas también son un gran reclamo turístico para la gente que visite la ciudad durante esos días. Se caracterizan por la variedad y cantidad de actos como, por ejemplo, la proyección de películas, monólogos, actividades, juegos para niños o un gran mercado de comida, ropa, bisutería y objetos fabricados a mano, entre otros.

## Patrimonio

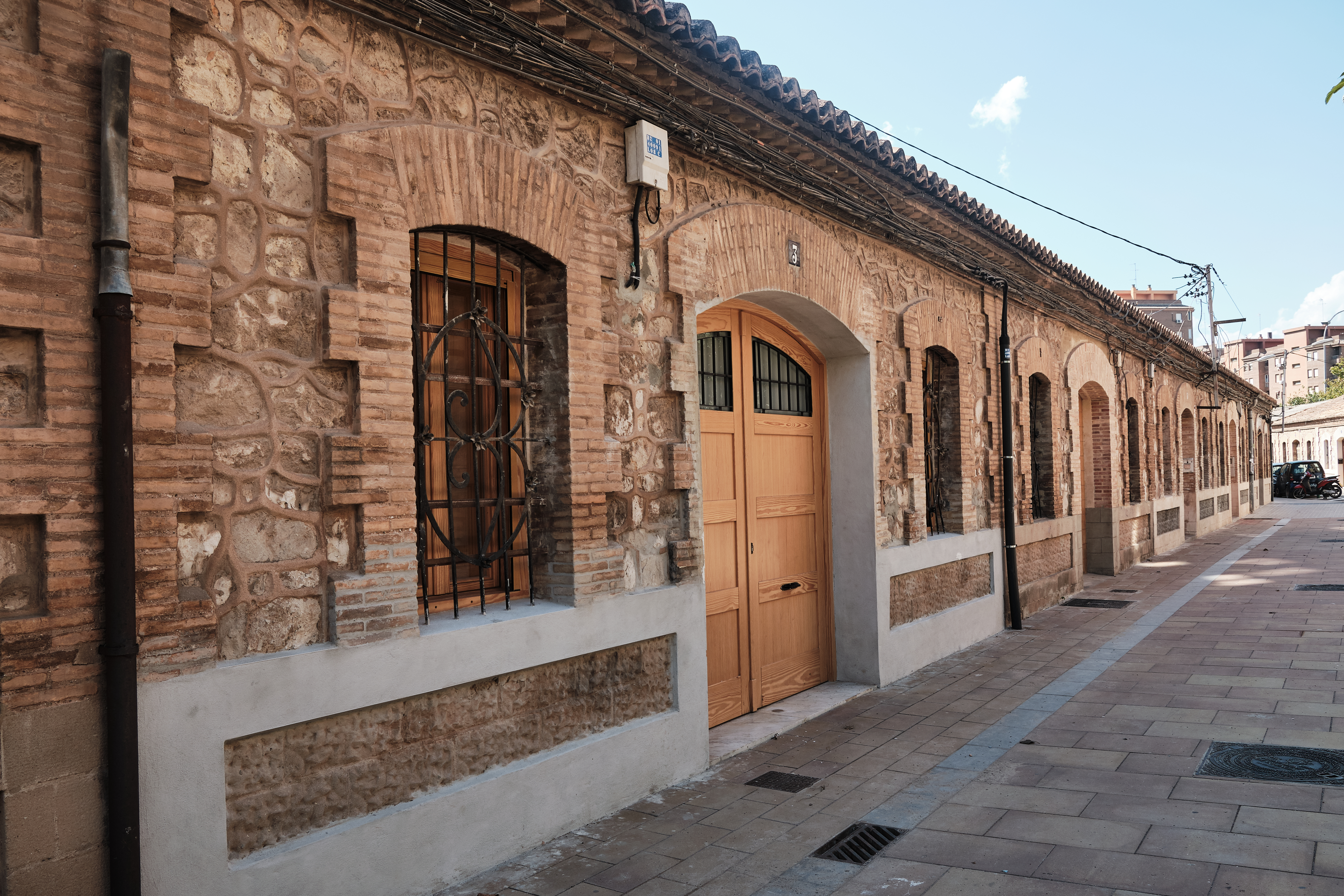
Las casas históricas Ramón de Castro por la calle Cuenca.

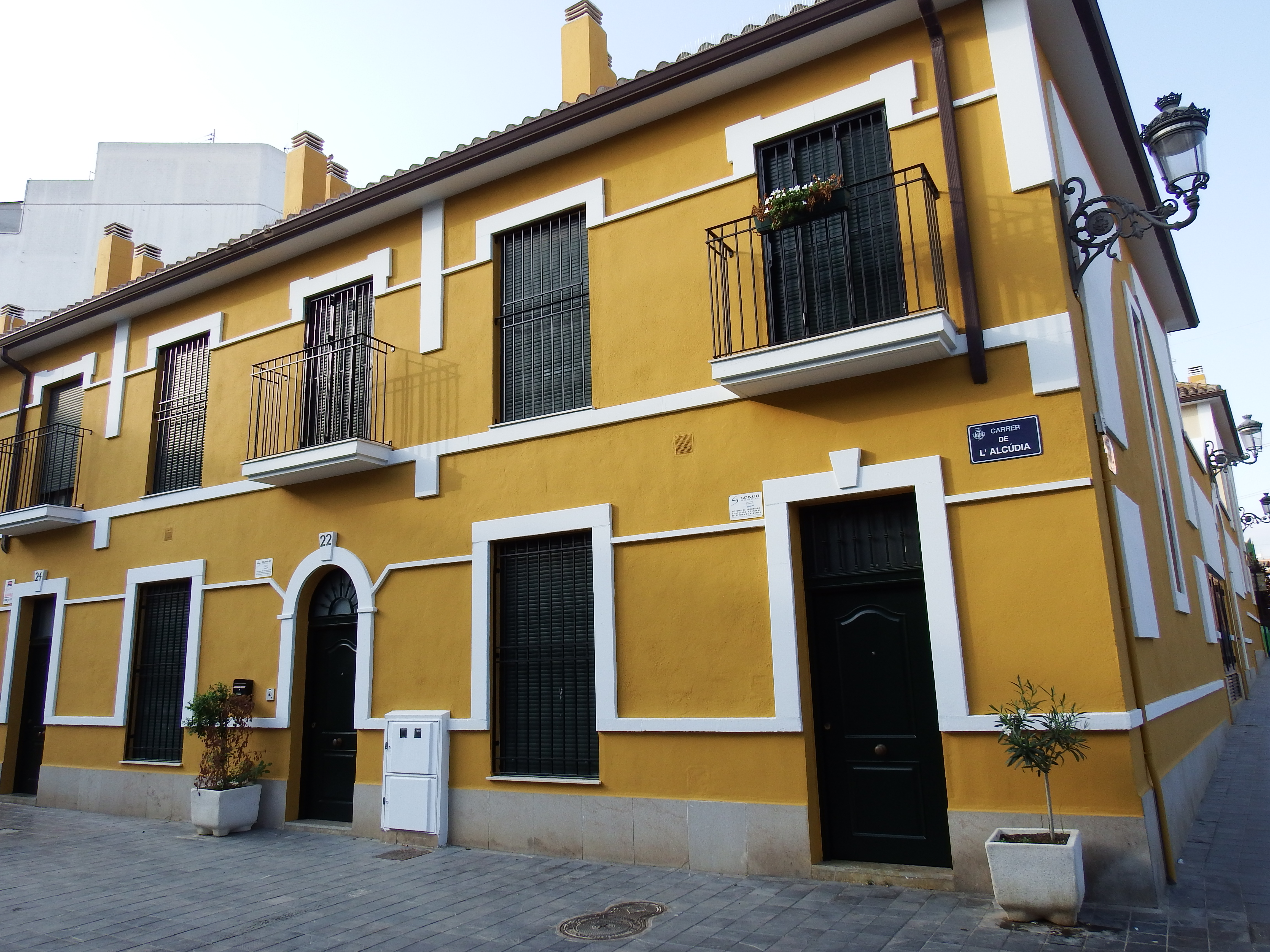
Edificios del centro histórico de Patraix.

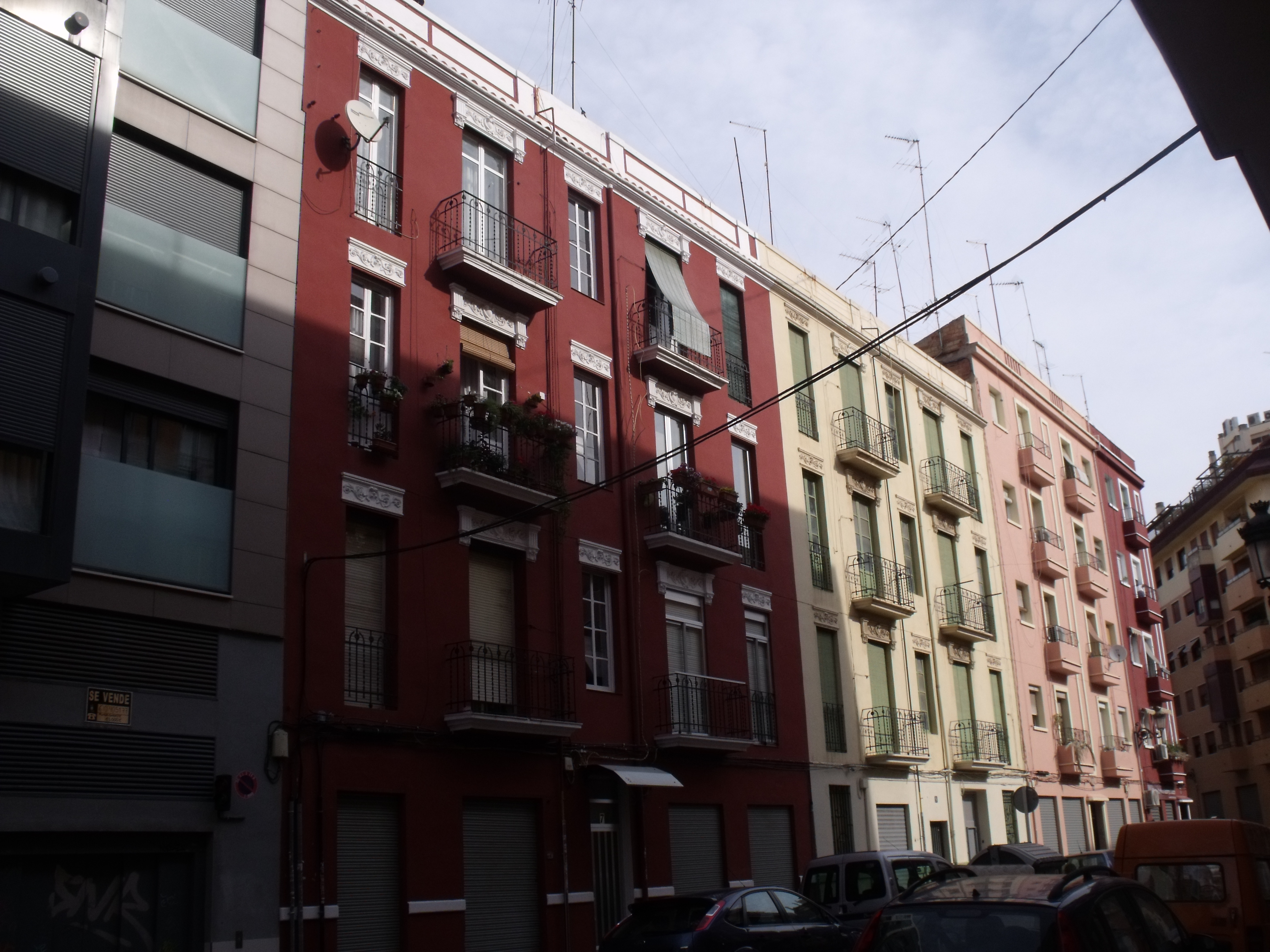
Edificios de vivienda de principios del, en la calle Corazón de Jesús.

- La Alquería de Salavert rodeaba la huerta colindante de Patraix y fue construida en el siglo XIX.[10]
- Antiguo Manicomio de Jesús, también llamado Antiguo Psiquiátrico Padre Jofré, fundado en el año 1428 por la entonces reina, María de Castilla.[10]
- La Plaza de Patraix es el punto más céntrico del barrio desde tiempo atrás y su elemento urbano más característico, donde se observan restos de la época romana y se realizan multitud de eventos durante el año.[11]
- El Casco Histórico de Patraix, que cuenta con cuatro accesos que sirven de entrada desde diferentes puntos. Esta zona está repleta de casas rurales propias de la antigua arquitectura, que dotan al barrio de una esencia propia de siglos anteriores.[11]
- La Alquería de Mara es un espacio donde creadores y artesanos exponen una gran variedad de productos, como son muebles, decoración y moda, entre otros. También se organizan eventos durante el año para los vecinos.[11]
- Las chimeneas de Fray Mateu son conductos de poca altura construidas a ladrillo a principios del siglo XX. Están protegidas por ley y declaradas como bien de interés cultural.[11]
- La chimenea de Franco Tormo es una de las grandes obras arquitectónicas que está protegida debido a la complejidad de su construcción octogonal y funcionamiento. Fue construida de ladrillo en los años veinte y cuenta con una base rectangular.[11]
- Parroquia Santa María de Jesús es una iglesia ubicada en la plaza de Jesús. Era un monasterio franciscano fundado en el siglo XV por María de Castilla. Tiene unas medidas de 36 m de largo por 7 de ancho, y cuenta con una altura de 9 m.[10]
- Iglesia del Sagrado Corazón de Jesús: Se construyó en el siglo XVI sobre una de las dependencias del palacio señorial.[1] Hasta 1942 estuvo dedicada a San Nicolás de Bari. Está ubicada en la plaza de Patraix.[1]
- El Archivo General y Fotográfico de la Diputación de Valencia, donde se encuentran miles de documentos y fotografías que tienen una gran importancia histórica.[12]

## Servicios
Entre los diferentes servicios que Patraix cuenta para su comunidad, destacan:
- La Junta municipal de Patraix:[13] situado en c/ Beato Nicolás Factor, 1. (8:30h a 14:00h).
- El Centro municipal de Servicios Sociales Patraix:[14] situado en c/ Salabert, 13. (9:00h a 14:00h).
- Hospital Universitario Doctor Peset:[14] situado en la avenida de Gaspar Aguilar, 90 (horario total).
- Centro de Salud Padre Jofré:[15] situado en c/ Beato Nicolás Factor, 1 (8:00h a 19:00h).
- Centro Auxiliar Safranar:[16] situado en c/ Mare de Déu de la Cabeça, 31 (8:00h a 17:00h).
- Centro de Salud San Isidro: situado en c/ Campos Crespo, 94 (8:00h a 21:00h).
- Colegio Público 8 de Marzo:[17] situado en c/ María Zambrano, 1 (recoge las etapas educativas de Infantil y Primaria).
- Colegio Público Ciudad de Bolonia:[18] situado en c/ Torrente, 35 (recoge las etapas educativas de Infantil y Primaria).
- Colegio Público Eliseo Vidal:[19] situado en c/ Músico Gomis, 1 (recoge las etapas educativas de Infantil y Primaria).
- Colegio Público Humanista Mariner:[20] situado en c/ Humanista Mariner, s/n (recoge las etapas educativas de Infantil y Primaria).
- Colegio Público IVAF - Luis Fortich:[21] situado en c/ Juan de Garay, 23 (recoge las etapas educativas de Infantil y Primaria).
- Colegio Público Nicolau Primitiu Gómez Serrano:[22] situado en c/ Arquitecto Segura de Lago, 9 (recoge las etapas educativas de Infantil y Primaria).
- Colegio Público Rodríguez Fornos:[23] situado en c/ Virgen de la Cabeza, 26 (recoge las etapas educativas de Infantil y Primaria).
- Colegio Público San Isidro:[24] situado en c/ José Andreu Alabarta, 43 (recoge las etapas educativas de Infantil y Primaria).
- Colegio Esclavas de María:[25] situado en c/ Ayora, 24 (recoge las etapas educativas de Infantil, Primaria y Secundaria).
- IES Patraix - Vicenta Ferrer Escrivà:[26] situado en c/ Vall d'Uxó, 2 (recoge las etapas educativas de Secundaria y Bachillerato).
- Colegio Luis de Santángel:[27] situado en c/ Carrícola, 7 (recoge las etapas educativas de Infantil, Primaria y Secundaria).
- Colegio Público José Soto Micó:[28] situado en c/ Beethoven, 2 (recoge las etapas educativas de Infantil, Primaria y Secundaria).
- Colegio San Marcelino:[29] situado en la calle del Doctor Royo Vilanova, 3 (recoge las etapas educativas de Infantil, Primaria y Secundaria).
- Colegio Oller:[30] situado en c/ Llanera de Ranes, 3 (recoge las etapas educativas de Primaria y Secundaria).
- IES Joanot Martorell:[31] situado en c/ Ciudad del Aprendiz, 2 (recoge las etapas educativas de Secundaria, Bachillerato y Formación Profesional).
- IES Juan de Garay:[32] situado en c/ Juan de Garay, 25 (recoge las etapas educativas de Secundaria, Bachillerato y Formación Profesional de Grado Superior).
- Centro de Formación Profesional Específica Centro de Estudios ASES:[33] situado en c/ Jesús, 104 (recoge las etapas educativas de Ciclos Formativos para adultos).
- Instituto de Formación Profesional Superior Ciutat de l'Aprenent:[34] situado en c/ Ciudad del Aprendiz, 4 (recoge las etapas educativas de Formación Profesional).
- Comisaría de Policía de Patraix:[35] situado en c/ Gremis, 6 (8:00h a 22:00h).
- AESCO Asociación América España Solidaridad y Cooperación:[36] situado en c/ Arxiduc Carles, 76 (10:00h a 14:00h y 16:00h a 20:00h).
- Centro municipal de Actividades para personas mayores Pare Jofre:[37] situado en c/ Doctor Monserrat, 15 (9:00h a 13:00h y 16:00h a 19:00h).
- Transporte público:[38] parada MetroValencia situada en c/ Jesús y líneas de autobús EMT.[39]
- Dirección Provincial de Tráfico:[40] situado en c/ Mora de Rubielos, s/n (8:30h a 14:30h).
- Complejo deportivo cultural Patraix:[41] situado en c/ Assagador de les Monges, 10 (7:30h a 22:00h).
- Teatro Patraix:[42] situado en c/ Humanista Mariner, 16.
- Plaza de Patraix.[43]